# دیوسگنین
دیوسگنین (به انگلیسی: Diosgenin) یک ترکیب شیمیایی با شناسه پاب‌کم ۹۹۴۷۴ است. 